# ウォーレン・ハリス (シリアルキラー)
ウォーレン・ハリス・ジュニア（英語: Warren Harris, Jr., 1961年 - ）はフレンチクォーターの刺殺者(the French Quater Stabber)として知られるアメリカの連続殺人犯で、当時10代の彼は1977年2月から4月にかけてニューオーリンズ州フレンチクォーターで4人の男性(うち3人がゲイ)を刺殺した。3件の殺人で有罪になり、3回の逐次執行の終身刑(仮釈放なし)を言い渡され、現在はルイジアナ州刑務所に収監されている。

## 生い立ち
ハリスの生い立ちは、よくわかっていない。1961年にニューオーリンズに生まれ、おそらく彼の母と母方の祖父(街でよく知られたバプテストの教役者)のもとで育つ。幼少期から、ひったくりや窃盗といった軽犯罪に手を染め、1974年に自動車盗で投獄されている。犯罪記録が残っているものの、暴力犯とはみなされておらず、8年生(日本の高校1年に該当)で退学したあとは、性転換したルームメイトとフレンチクォーターに引っ越した。

## 殺人事件
1977年2月14日から4月7日にかけて、フレンチクォーターの半径20ブロックの範囲にあるストリップ劇場やジャズの店近くで、合わせて5人が刺殺される事件が起こった。ほとんどの犠牲者には多くの共通点があった。
- 大半が中年のゲイで、頻繁にフレンチクォーターの同性愛者向けの建物に出入りしていた
- 5人全員が刺殺されている
- 4人が自宅で殺害されている
- 3人は明らかに性行為の直後に殺されている

ほとんどの犠牲者がゲイと知られていた事実から、ニューオーリンズのゲイコミュニティは混乱に陥り、殺人者のターゲットにされているのではないかと恐れられた。
以下は被害者の詳細
- ロバート・ゲイリー(47) - バレンタインデーに自宅で刺殺される
- ジェームス・マクルーア(32) - 3月2日にガソリンスタンド裏の空き地で刺殺される
- ジャック・サヴェル(38) - 3月21日、自宅アパートで刺殺体で見つかる。
- オールデン・D・デラーノ(59) - 4月1日に刺殺される。
- アーネスト・ポミエ(77) - 4月7日にアパート1階で50回刺されて殺されているのが見つかる。最も年齢の高い被害者で、彼の殺害は他とは著しく異なる。ポミエがゲイとは知られておらず、彼の死体は衣服が脱がされ跪いていた。

サヴェルとデラーノは同じ会社に勤めていて、面識があったと伝えられている。

## 逮捕から、裁判、投獄
4月13日、ハリスはフランス人の船員への強盗と殺傷の未遂で逮捕され、すぐに郡刑務所に収監された。刑事の捜査の中で、ホモセクシャルを憎悪していることを漏らし、この2ヶ月に起こった4件の殺人を自供した。これにより、彼はゲーリー、サヴェル、デラーノ、ポミエの殺人で告訴される。マクルーアの殺人は犯罪性なしとされた。
彼の逮捕後、ハリスの母親と祖父が尋問に呼び出され、彼らはハリスが事件に関与しているとは思うが、真犯人は他にいると信じると供述している。間もなく、ハリスは4件の殺人で起訴され、一方でハリスが"取調官に署名しないと殺すと脅された"という申し立ては、彼の嘘として却下された。彼の弁護団は、裁判の遅延と死刑判決の回避を狙って、ある公聴会において、死刑判決への異議を申し立てている。
弁護団の申し立てはオルレアン教区刑事裁判所に持ち込まれ、4対3の評決でハリスの申し立てが通り、分離裁判が命じられる。これに対し、ハリー・コニック検事はルイジアナ州最高裁に異議申し立てをした。
結果、決定は覆され、1977年10月にハリスの裁判が開始される。1ヶ月も経たず、彼は3件の殺人で有罪になり、3件の仮釈放なしの終身刑を逐次執行という判決が出された。